# بوصير شامي
البوصير الشامي (باللاتينية: Verbascum levanticum) نوع نباتي يتبع جنس البوصير من الفصيلة الغدبية.

## الموئل والانتشار
موطنه بلاد الشام وقبرص وتركيا.